# سسک تریسترم

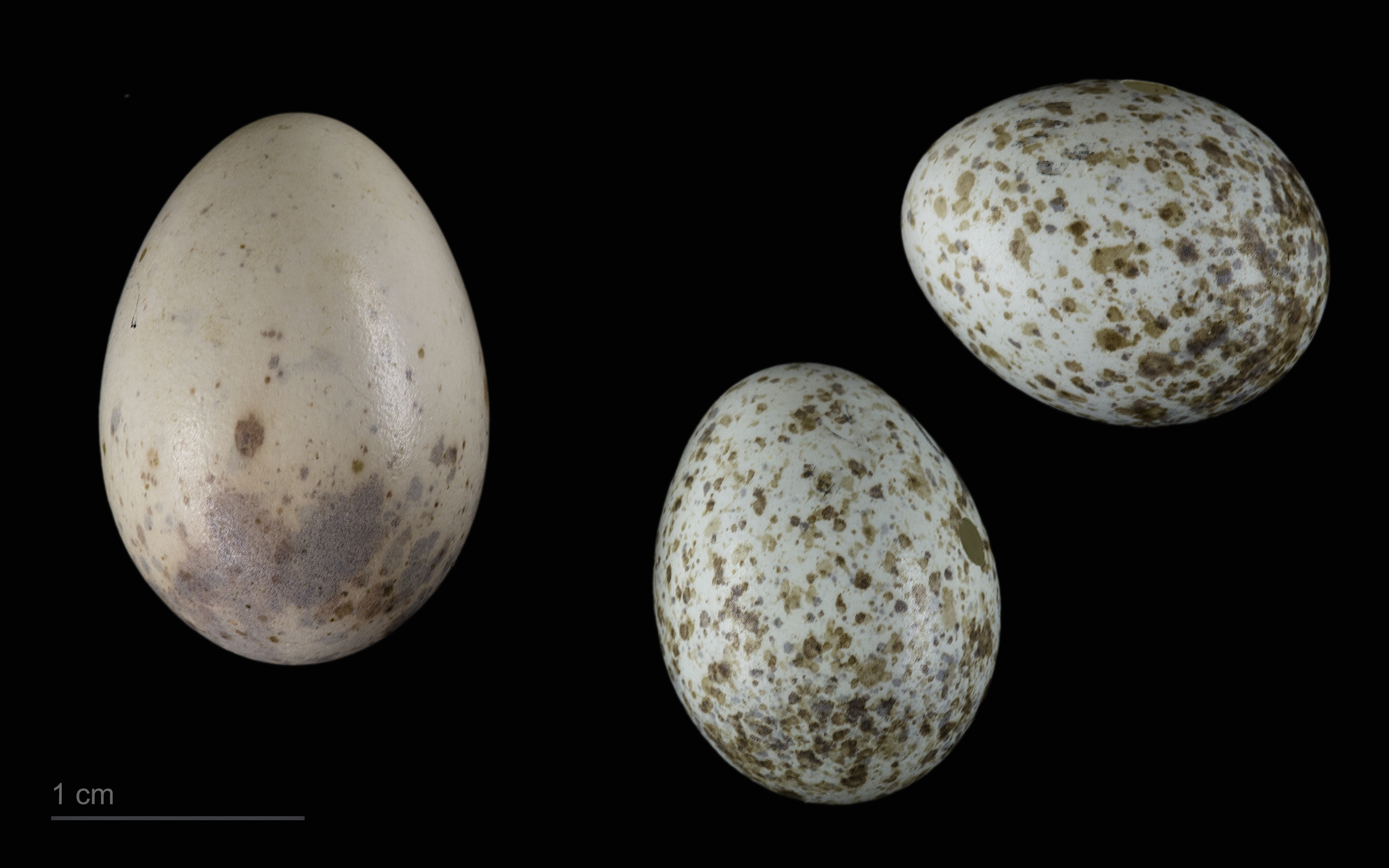
Cuculus canorus bangsi + Sylvia deserticola

سسک تریسترم (نام علمی: Sylvia deserticola) نام یک گونه از سرده سسک‌های نمادین است.